# Sweet Children (EP)
Sweet Children – składanka kilku najwcześniejszych utworów amerykańskiej grupy punkrockowej Green Day, które są wykonywane na koncertach do chwili obecnej. Płyta została nagrana w 1990 roku w Minneapolis w stanie Minnesota podczas przerwy w trasie koncertowej, jako płyta winylowa. Ze względu na słabą jakość nagrania oraz nieumiejętną produkcję utworów, wielu fanów uważało, że prawdziwym rokiem wydania tej płyty był 1987, czyli rok przed powstaniem grupy Green Day. W rzeczywistości winę za złą jakość nagrań ponosi mała wytwórnia Skane! Records. Płyta Sweet Children była ostatnią, na której grał perkusista John Kiffmeyer, który po zakończeniu trasy koncertowej porzucił zespół i wstąpił do college'u.
Płyta była wytłoczona w czterech wydaniach, włącznie z dwiema specjalnymi edycjami płyt w kolorze czerwonym, a później zrezygnowano z edycji winylowej dołączając utwory ze Sweet Children do wydanej w 1992 na CD kolejnej płyty Kerplunk!. Obecnie winylowe wydanie Sweet Children należy do rzadkości i osiąga wśród kolekcjonerów wysokie ceny.

## Lista utworów

### Strona A.
1. "Sweet Children" – 1:41
2. "Best Thing in Town" – 2:03

### Strona B.
1. "Strangeland" – 2:08
2. "My Generation" – 2:19 (cover utworu grupy The Who autorstwa Pete'a Townshenda).